# Tipik
Tipik (stylisé Tip!k) est un média du service public de la Communauté française de Belgique appartenant au groupe public Radio-télévision belge de la Communauté française (RTBF) regroupant une chaîne de télévision et une radio. La chaîne s'adresse principalement aux milléniaux (25–41 ans).
C'est le premier média de la RTBF qui combine la radio, la TV et le numérique dans un seul et même média.

## Historique
Le 26 août 2020, la RTBF annonce que La Deux fusionne avec la radio Pure pour devenir Tipik, une marque unique destinée aux jeunes adultes.
Le 7 septembre 2020 à 6 h, lancement de Tipik en TV et radio.

## Programmation
Le programme de Tipik reprend une partie des émissions de Pure et La Deux, mais avec des nouveautés et de nouvelles grilles.
Lors du lancement de la chaîne en radio et en télé, celle-ci ouvrait son antenne à 6 h.

## Identité visuelle

### Logo

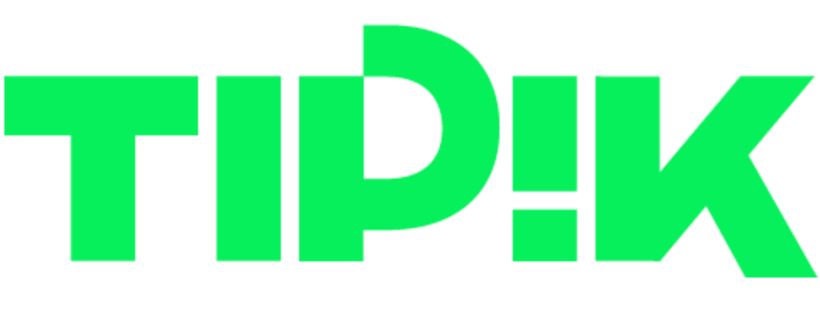
Logo de Tipik depuis le 7 septembre 2020.
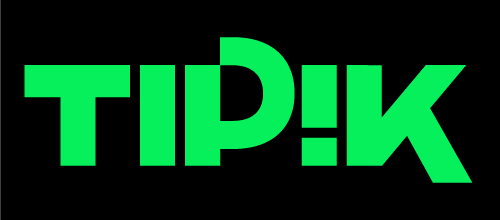
Autre déclinaison du logo du 7 septembre 2020.
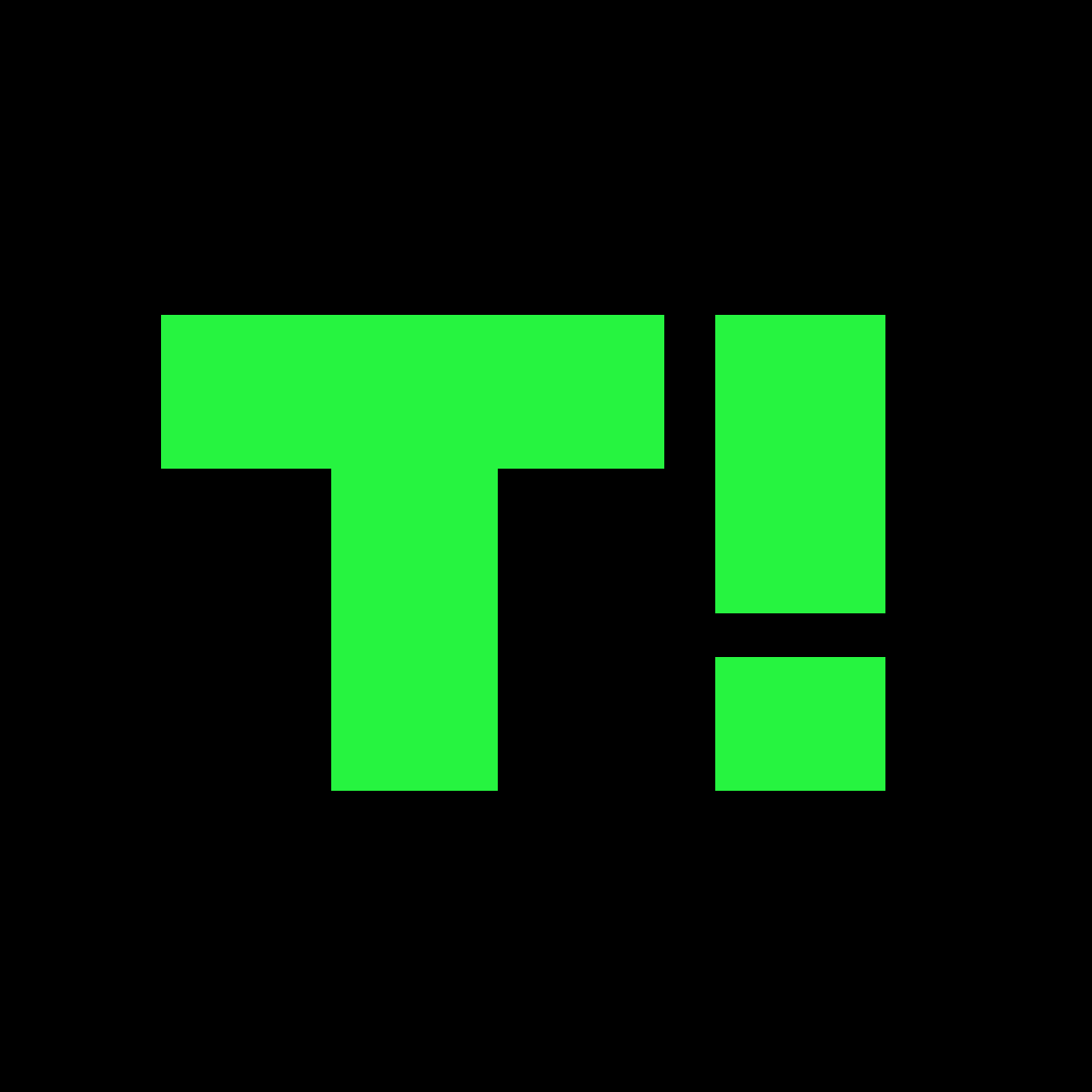
Icône de Tipik Radio sur le site RTBF.
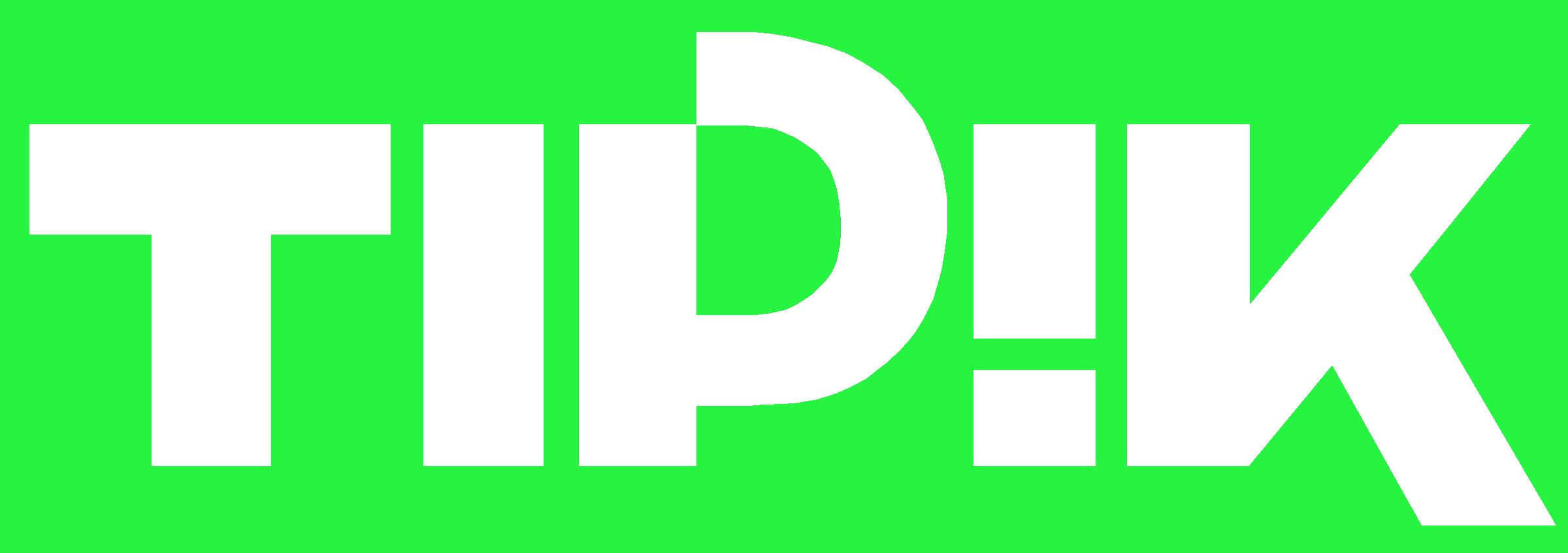
Autre déclinaison du logo du 7 septembre 2020.

### Slogan
À sa création, Tipik adopte le slogan « Keep it pop ».

## Organisation
- Responsable éditorial TV et digital : Arnaud Laurent (depuis 2020)[4].
- Responsable éditoriale radio et digital : Detchenma Smeesters (depuis 2020).

## Diffusion

### En radio
| AM        | Non |
| FM        | Oui - Bruxelles centre / Bruxelles / Brabant wallon / Wavre - Charleroi - Hainaut occidental / Hainaut oriental - Liège / Verviers / Waremme - Spa - Anlier / Léglise / Arlon - Famenne / Marche - Namur / Huy - Tournai |
| DAB+      | Oui - Bruxelles - Brabant wallon - Hainaut - Liège - Namur - Luxembourg Chacune des quatre zones géographiques possédant son propre multiplexe.                                                                          |
| Satellite | Oui |

| Câble                              | Oui - Orange - Proximus - Telenet - VOO |
| Asymmetric Digital Subscriber Line | Oui |
| Streaming                          | Oui - Auvio de la RTBF - site Radioplayer (site de streaming des radios belges francophones publiques et privées)                                                     |
| Podcasting                         | Oui Certaines des chroniques et séquences de la radio sont disponibles à la demande par des podcasts depuis le site Internet ou via des applications mobiles tierces. |

#### TipikVision
Anciennement PureVision, TipikVision est une chaîne supplémentaire diffusant la même programmation que Tipik (Radio) en y ajoutant les webcams du studio et des clips.

### En télévision
| Numérique | TNT HD (Bouquet RTBF) : UHF DVB-T2/HEVC canal 42 à Liège ; canal 42 à Wavre, Bruxelles, Tournai, Anderlues et Profondeville ; canal 42 à Léglise.                                                                   |
| Satellite | TéléSAT : chaîne no 2 TV Vlaanderen : chaîne no 60 |
| Câble     | Telenet : chaîne no 2 (Communauté française de Belgique), no 131 (Communauté Flamande) SFR au Luxembourg : no 50 VOO : chaîne no 2 Wolu TV : chaîne no 2                                                            |
| IPTV      | Proximus Pickx : chaîne no 2 (Bruxelles et Wallonie) (402 SD), chaîne no 252 (Flandre) (552 en SD) Orange |
| Internet  | Le flux émis par Tipik, en streaming, est possible à partir du site Internet de la station, du site Auvio de la RTBF ou du site Radioplayer, site de streaming des radios belges francophones publiques et privées. |

## Audiences
Source : Centre d'Information sur les Médias.

### Audience globale
| Année | Parts de marché |
| ----- | --------------- |
| 1990  | —               |
| 1991  | —               |
| 1992  | —               |
| 1993  | —               |
| 1994  | —               |
| 1995  | —               |
| 1996  | —               |
| 1997  | 2,3 %           |
| 1998  | 2,5 %           |
| 1999  | 3,1 %           |

| Année | Parts de marché |
| ----- | --------------- |
| 2000  | 3,4 %           |
| 2001  | 3,6 %           |
| 2002  | 3,4 %           |
| 2003  | 3,4 %           |
| 2004  | 3,6 %           |
| 2005  | 3,0 %           |
| 2006  | 4,9 %           |
| 2007  | 4,5 %           |
| 2008  | 5,1 %           |
| 2009  | 4,7 %           |

| Année | Parts de marché |
| ----- | --------------- |
| 2010  | 5,8 %           |
| 2011  | 4,8 %           |
| 2012  | 5,4 %           |
| 2013  | 4,5 %           |
| 2014  | 5,5 %           |
| 2015  | 4,8 %           |
| 2016  | 6,0 %           |
| 2017  | 5,0 %           |
| 2018  | 6,0 %           |
| 2019  | 5,1 %           |

| Année | Parts de marché |
| ----- | --------------- |
| 2020  | 4,8 %           |
| 2021  | 5,7 %           |
| 2022  | 5,7 %           |
| 2023  | 4,3 %           |
| 2024  | 5,6 %           |
| 2025  | —               |
| 2026  | —               |
| 2027  | —               |
| 2028  | —               |
| 2029  | —               |

Avec une audience moyenne de 4,76 % de part de marché en 2020, Tipik est la troisième chaîne belge francophone la plus regardée, derrière La Une (20,13 %) et RTL-TVI (19,63 %).
En prenant en compte les chaînes étrangères, Tipik, anciennement La Deux est la cinquième chaîne la plus regardée en Belgique francophone, derrière La Une (20,13 %), RTL-TVI (19,63 %), TF1 (12,38 %) et France 2 (6,3 %).

### Records d'audience
En 2020, après la transformation de La Deux en Tipik, la meilleure audience réalisée par la chaîne sous sa nouvelle dénomination a été réalisée le 17 décembre 2020, avec l'émission humoristique Le Grand Cactus.
En 2024, le record d'audience de la chaîne est réalisé par un match de l'Euro 2024 : 726.781 téléspectateurs pour Espagne-France le 9 juillet 2024.